# Meremija
Meremija (lat. Merremia) je rod slakovki smješten u tribus Merremieae , dio potporodice  Convolvuloideae. Sastoji se od 40 vrsta jednogodišnjeg raslinja i trajnica (lijana i zeljastog drveča) u tropskom Starom svijetu (Azija i Afrika) i Australiji. 
Rod je opisan u Genera Plantarum (Endlicher) 18: 1403. 1841.

## Vrste
1. Merremia aniseiifolia Ooststr.
2. Merremia caloxantha (Diels) Staples & R. C. Fang
3. Merremia calyculata Ooststr.
4. Merremia candei (A. Terracc.) Sebsebe
5. Merremia clemensiana Ooststr.
6. Merremia cordata C. Y. Wu & R. C. Fang
7. Merremia crassinervia Ooststr.
8. Merremia dichotoma Ooststr.
9. Merremia ellenbeckii Pilg
10. Merremia emarginata (Burm. fil.) Hallier fil.
11. Merremia gallabatensis Hallier fil.
12. Merremia gemella (Burm. fil.) Hallier fil.
13. Merremia gorinii Chiov.
14. Merremia gracilis E. J. F. Campb. & Argentina
15. Merremia hainanensis H. S. Kiu
16. Merremia hederacea (Burm. fil.) Hallier fil.
17. Merremia hemmingiana Verdc.
18. Merremia hirta (L.) Merr.
19. Merremia hornbyi Verdc.
20. Merremia incisa (R. Br.) Hallier fil.
21. Merremia malvifolia Rendle
22. Merremia martini (H. Lév.) Staples & Simões
23. Merremia obtusa (Verdc.) Thulin
24. Merremia palmata Hallier fil.
25. Merremia poranoides (C. B. Clarke) Hallier fil.
26. Merremia porrecta Pilg
27. Merremia pterygocaulos (Choisy) Hallier fil.
28. Merremia rajasthanensis Bhandari
29. Merremia sagittoides (Courchet & Gagnep.) Staples
30. Merremia sibirica (L.) Hallier fil.
31. Merremia spongiosa Rendle
32. Merremia steenisii Ooststr.
33. Merremia subsessilis (Courchet & Gagnep.) T. N. Nguyen
34. Merremia thorelii (Gagnep.) Staples
35. Merremia truncata Verdc.
36. Merremia verecunda Baker & Rendle
37. Merremia verruculosa S. Y. Liu
38. Merremia warderensis Sebsebe
39. Merremia xanthophylla Hallier fil.
40. Merremia yunnanensis (Courchet & Gagnep.) R. C. Fang